# Bistum Huehuetenango
Das Bistum Huehuetenango (lat.: Dioecesis Gerontopolitanus) ist ein in Guatemala gelegenes römisch-katholisches Bistum mit Sitz in Huehuetenango. Es umfasst das Departamento Huehuetenango.

## Geschichte
Papst Johannes XXIII. gründete die Territorialprälatur Huehuetenango am 22. Juli 1961 aus Gebietsabtretungen des Bistums San Marcos, das dem Erzbistum Guatemala als Suffraganbistum unterstellt wurde. 
Am 23. Dezember 1967 wurde sie zum Bistum erhoben. Am 13. Februar 1996 wurde es Teil der Kirchenprovinz des Erzbistums Los Altos Quetzaltenango-Totonicapán. 

## Ordinarien

### Prälatvon Huehuetenango
- Mark Hugo Gerbermann MM, 22. Juli 1961 – 23. Dezember 1967

### Bischöfe von Huehuetenango
- Mark Hugo Gerbermann MM, 23. Dezember 1967 – 22. Juli 1975
- Victor Hugo Martínez Contreras, 20. September 1975 – 4. April 1987, dann Bischof von Quetzaltenango, Los Altos
- Julio Amílcar Bethancourt Fioravanti, 10. März 1988 – 27. April 1996, dann Bischof von Santa Rosa de Lima
- Rodolfo Francisco Bobadilla Mata CM, 28. September 1996 – 14. Mai 2012
- Álvaro Kardinal Ramazzini, seit 14. Mai 2012